# Hood River (vattendrag i Kanada)
Hood River är ett vattendrag i Kanada.   Det ligger i territoriet Nunavut, i den centrala delen av landet, 3 100 km nordväst om huvudstaden Ottawa.
Omgivningarna runt Hood River är i huvudsak ett öppet busklandskap. Trakten runt Hood River är nära nog obefolkad, med mindre än två invånare per kvadratkilometer.